# Ayapana
Ayapana, rod glavočika iz podtribusa Ayapaninae, dio tribusa Eupatorieae.

## Opis roda
Rod Ayapana uključuje 14 (danas 17) vrsta zeljastih biljaka koje se nalaze u Srednjoj Americi i sjevernoj Južnoj Americi, s dvije vrste široko adventivne. Rod se razlikuje po tome što ima gole, proširene baze stila, duge papile na dodacima stila i poseban tip karpopodija.

## Vrste
1. Ayapana amygdalina (Lam.) R.M.King & H.Rob.
2. Ayapana ecuadorensis R.M.King & H.Rob.
3. Ayapana elata R.M.King & H.Rob.
4. Ayapana haughtii R.M.King & H.Rob.
5. Ayapana herrerae R.M.King & H.Rob.
6. Ayapana hylophila (B.L.Rob.) R.M.King & H.Rob.
7. Ayapana jaramillii R.M.King & H.Rob.
8. Ayapana lanceolata R.M.King & H.Rob.
9. Ayapana lopez-palaciosii V.M.Badillo
10. Ayapana ornithophora (B.L.Rob.) R.M.King & H.Rob.
11. Ayapana pilluanensis (Hieron.) R.M.King & H.Rob.
12. Ayapana robinsonii S.Díaz
13. Ayapana stenolepis (Steetz) R.M.King & H.Rob.
14. Ayapana tovarensis (B.L.Rob.) R.M.King & H.Rob.
15. Ayapana trinitensis (Kuntze) R.M.King & H.Rob.
16. Ayapana triplinervis (Vahl) R.M.King & H.Rob.
17. Ayapana turbacensis (Hieron.) R.M.King & H.Rob.